# 山东省科学技术协会
山东省科学技术协会（简称山东省科协），是中华人民共和国山东省科学技术工作者组成的专业性人民团体，也是中国科学技术协会的地方组织。

## 历史沿革
1950年12月13日，山东省召开自然科学工作者代表会议，成立山东省科学技术普及协会筹备委员会（简称山东省科普协会），徐眉生任主任委员。1951年12月23日，成立中华全国自然科学专门学会联合会济南分会筹备委员会（简称济南科联），冯平任主任委员。1958年2月16日，济南科联与山东省科学工作委员会、山东省科普协会合署办公。
1958年10月12日，根据中华人民共和国科学技术协会第一次代表大会的决议，山东省科普协会、济南科联合并成立山东省科学技术协会筹委会。1959年4月17日至19日，济南市召开山东省科学技术工作者代表大会，正式成立山东省科学技术协会（简称山东省科协）。1966年6月文化大革命开始后，山东省科协组织被撤消。1977年11月27日，根据中共山东省委75号文件《关于恢复省、地、市科学技术协会的决定》，山东省科学技术协会重新恢复工作。

## 组织机构
山东省科学技术协会第九届委员会设有以下机构：
机关处室
- 办公室
- 组织部
- 调研宣传部
- 计划财务部
- 人才联络部（国际交流部）
- 学会部
- 科普部
- 山东省反邪教协会办公室

基层组织
- 济南市科学技术协会
- 青岛市科学技术协会
- 淄博市科学技术协会
- 枣庄市科学技术协会
- 东营市科学技术协会
- 烟台市科学技术协会
- 潍坊市科学技术协会
- 济宁市科学技术协会
- 泰安市科学技术协会
- 威海市科学技术协会
- 日照市科学技术协会
- 临沂市科学技术协会
- 德州市科学技术协会
- 聊城市科学技术协会
- 滨州市科学技术协会
- 菏泽市科学技术协会

直属事业单位
- 山东省科技馆（山东省青少年科技活动中心）
- 《山东科技报》社
- 山东省科协学会服务中心
- 山东省科协服务中心
- 山东省离退休科技工作者活动服务中心
- 山东省科协信息中心
- 山东省创新战略研究院
- 山东省科技咨询中心有限公司

## 历任主席
| 姓名   | 任期           | 注释  |
| ------ | -------------- | ----- |
| 余修   | 1959年－1981年 |       |
| 曾呈奎 | 1981年－1992年 |       |
| 潘承洞 | 1992年－1997年 |       |
| 管华诗 | 1997年－2009年 |       |
| 唐启升 | 2009年－2019年 | [ 3 ] |
| 王恩东 | 2019年－       | [ 4 ] |